# Tadeusz Ciastuła
Tadeusz Leopold Ciastuła (ur. 27 października 1909 w Kazimierzu Dolnym, zm. 7 października 1979 w Birchington-on-Sea) – kapitan pilot Wojska Polskiego, polski pilot doświadczalny, konstruktor lotniczy.

## Życiorys
Syn Józefa i Dominiki z Rybaków. Edukację w szkołach powszechnych odebrał w Lublinie i Szczebrzeszynie. Od 1920 roku uczył się w Państwowym Gimnazjum im. Jana Zamojskiego w Zamościu i tam w 1928 roku zdał egzamin maturalny. Rozpoczął naukę na Wydziale Mechanicznym Politechniki Warszawskiej i tam uzyskał półdyplom. Kontynuował studia ze specjalizacją lotniczą.
W trakcie studiów został członkiem Aeroklubu Warszawskiego, we wrześniu 1931 roku przeszedł podstawowe przeszkolenie szybowcowe w szkole w Polichnie. Współorganizował Sekcję Szybowcową Aeroklubu Warszawskiego, jako instruktor szybownictwa szkolił pilotów na lotnisku mokotowskim w Warszawie, a następnie w Szkole Szybowcowej w Polichnie. W 1932 roku został kierownikiem Sekcji Szybowcowej AW, ustanowił też rekord policheńskiego szybowiska utrzymując się na szybowcu Czajka przez 1 godz. i 17 min. Aby kontynuować pracę jako instruktor na tym szybowisku wiosną 1933 roku wziął urlop ze studiów. W czerwcu 1932 roku wziął udział w międzynarodowym mitingu lotniczym w Warszawie, gdzie wykonał pokaz akrobacji szybowcowej.
14 kwietnia 1934 roku, po starcie za samochodem, oblatał prototyp szybowca Sroka konstrukcji Antoniego Kocjana. Kolejne loty na tym szybowcu, po starcie na holu za samolotem, wykonał 18 i 28 kwietnia. W maju wystartował w Zlocie Gwieździstym do Łodzi. Na szybowcu Komar, holowanym za samolotem RWD-8 pilotowanym przez Aleksandra Onoszkę, zajął 11. miejsce. W sierpniu wziął udział w Turnieju Lotniczego zorganizowanego przez LOPP, podczas którego wspólnie z Zbigniewem Oleńskim i Włodzimierzem Polnym, zaprezentował tzw. „pociąg powietrzny” – przelot trzech szybowców holowanych przez jeden samolot.

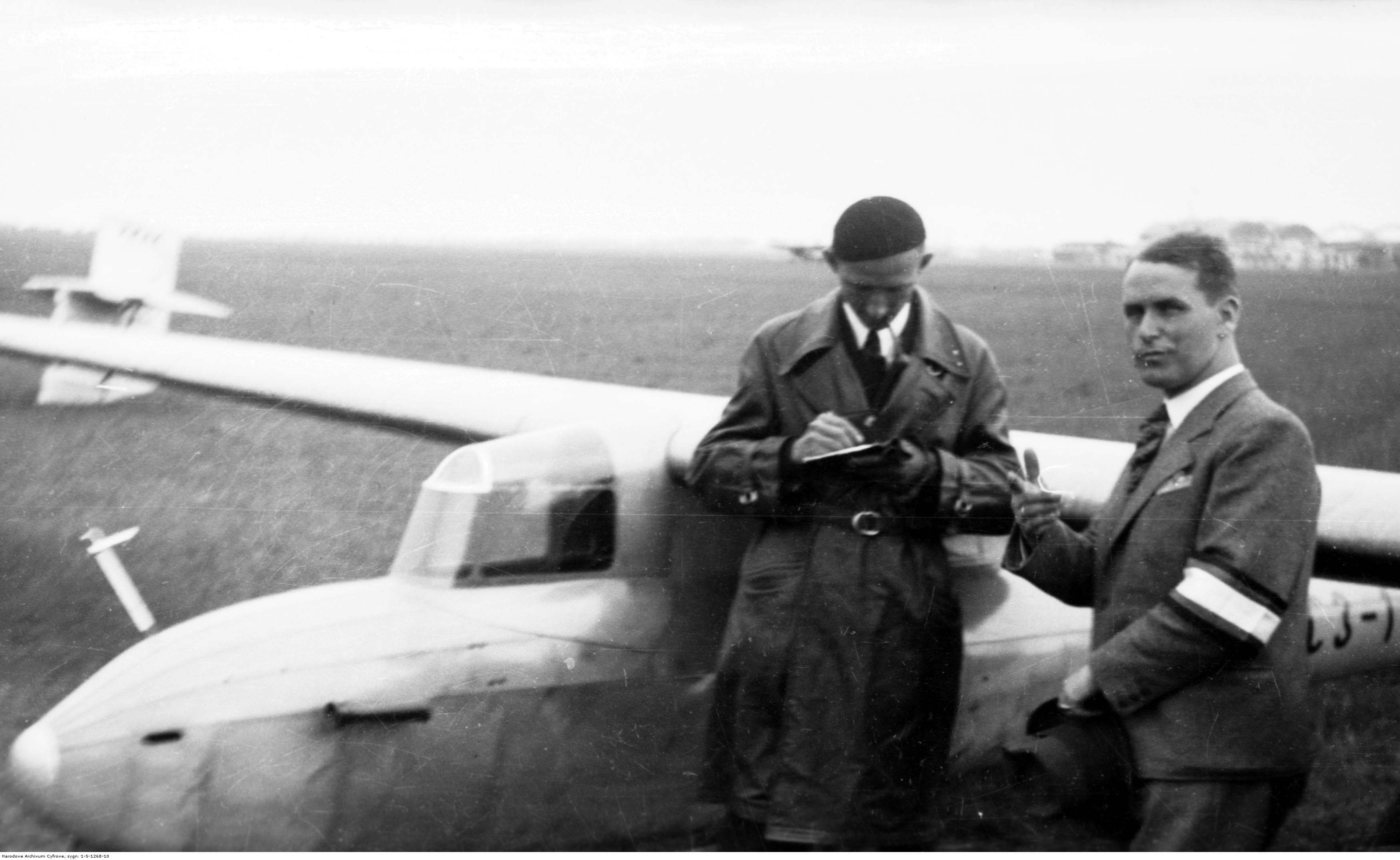
Tadeusz Ciastuła (z lewej) przy szybowcu SG-3 podczas VI Lotu Południowo-Zachodniej Polski

We wrześniu 1934 roku został skierowany na kurs podchorążych rezerwy przy 15. pułku piechoty w Dęblinie, następnie 3 stycznia 1935 roku rozpoczął szkolenie w Szkole Podchorążych Rezerwy Lotnictwa w Dęblinie. Szkolenie samolotowe ukończył 13 września 1935 roku i uzyskał stopień podchorążego.
We wrześniu 1935 roku wystartował na szybowcu Komar w III Krajowych Zawodach Szybowcowych w Ustjanowej. Pomimo początkowych sukcesów w nie zajął wysokiego miejsca w klasyfikacji ogólnej. W 1936 roku podjął pracę w Instytucie Technicznym Lotnictwa w Warszawie jako pilot doświadczalny, również w tym roku uzyskał Srebrną Odznakę Szybowcową (340. na świecie). 1 stycznia 1937 roku został awansowany na stopień podporucznika pilota.
W lipcu 1937 roku wystartował, jako członek polskiej ekipy narodowej, w I Międzynarodowych Zawodach Szybowcowych w Rhön-Wasserkuppe w Niemczech. W okresie od 1 maja do 1 sierpnia 1938 roku odbył kurs specjalizacji myśliwskiej w Lotniczej Szkole Strzelania i Bombardowania w Grudziądzu. Dyplom inżyniera mechanika specjalności lotniczej uzyskał 21 czerwca 1939 roku na Politechnice Warszawskiej.
Po wybuchu II wojny światowej został zmobilizowany i ewakuowany wraz z innymi pracownikami ITL. Do 17 września zajmował się opracowywaniem polskojęzycznych instrukcji samolotów Hawker Hurricane i Fairey Battle, następnie został ewakuowany do Rumunii. Przez Jugosławię i Grecję dotarł do Paryża. Otrzymał przydział do Szkoły Obserwatorów i Strzelców Pokładowych w Bordeaux. Po upadku Francji przedostał się do Wielkiej Brytanii. Wstąpił do Polskich Sił Powietrznych, otrzymał numer służbowy Royal Air Force P-0378. Jesienią 1940 roku został przydzielony do Szkoły Pilotażu w Hucknall. W listopadzie 1940 roku wszedł w skład polskiej grupy ekspertów utworzonej przez Inspektorat Lotnictwa i Stowarzyszenie Techników Polskich.
W czerwcu 1941 roku powołano go do Działu Aerodynamiki Stosowanej w Royal Aircraft Establishment (RAE) w Farnborough, gdzie pracował nad poprawą własności lotnych Spitfire. Następnie w Dziale Osiągów Samolotów pracował nad zaleceniami dla pilotów do walki z niemieckimi samolotami na podstawie ich charakterystyk technicznych, jednocześnie latał w eskadrze doświadczalnej Instytutu. W marcu 1942 roku został skierowany kurs pilota myśliwskiego w 58. Operation Training Unit (OTU) Grangemouth. Po ukończeniu szkolenia od 30 maja latał w dywizjonie 302, w 65. dywizjonie myśliwskim RAF i ponownie w dywizjonie 302. Wykonał 21 lotów bojowych oraz 14 operacyjnych i 28 czerwca 1943 roku powrócił do RAE. 1 września 1942 roku otrzymał awans na stopień kapitana.
W grudniu 1944 roku został wysłany do Stanów Zjednoczonych w celu zapoznania się z amerykańskimi szybowcami desantowymi i metodami ich użytkowania.
Po zakończeniu działań wojennych pozostał na emigracji. Wiosną 1947 roku został zdemobilizowany i wstąpił do Polskiego Korpusu Przysposobienia i Rozmieszczenia z którego odszedł rok później. Jednocześnie zatrudnił się wytwórni Cierva Aircraft Company w Southampton, gdzie w 1948 roku zbudowano skonstruowany przez niego śmigłowiec Cierva W-14 Skeeter.  W listopadzie 1952 roku przeszedł do oddziału śmigłowcowego firmy. W styczniu 1953 roku został tam głównym inżynierem.

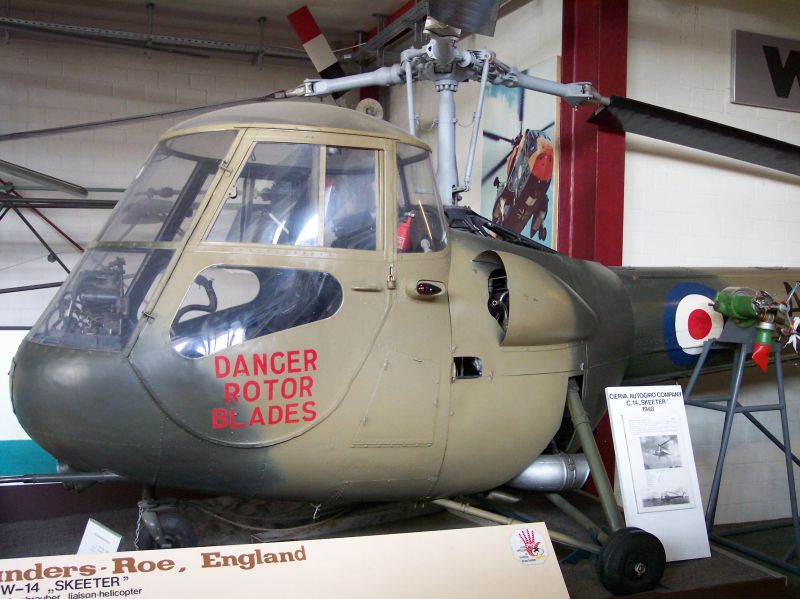
Śmigłowiec W-14 Skeeter konstrukcji Ciastuły

W 1957 roku objął stanowisko głównego konstruktora śmigłowców. W wytwórni lotniczej Westland Helicopters kierował pracami przy śmigłowcu Lynx, który oblatano w 1971 roku. Wszedł w skład zespołów konstrukcyjnych modyfikujących śmigłowiec Sikorsky S-58, który produkowano w Wielkiej Brytanii jako Wessex. Kolejnym zmodyfikowanym przy jego udziale śmigłowcem był Sikorsky S-61, który produkowano jako Sea King. Pracował nad dostosowaniem do brytyjskich potrzeb śmigłowca Aérospatiale Puma, a także nad wyposażaniem śmigłowców w uzbrojenie oraz w urządzenia specjalne. Jego działalność zawodowa nie ograniczała się do śmigłowców, w latach 1960-1970 brał udział w pracach konstrukcyjnych i modyfikacyjnych poduszkowców, m.in. SR.N6 Hovercraft.
Za zasługi dla brytyjskiego lotnictwa został w 1966 roku odznaczony przez brytyjski Aeroklub królewskich nagrodą im. Richarda Faireya/Louisa Bregueta, w 1971 roku otrzymał Krzyż Oficerski Orderu Imperium Brytyjskiego. W 1973 roku zakończył karierę zawodową i przeszedł na emeryturę. Zmarł 7 października 1979 roku w Birchington-on-Sea, został pochowany na cmentarzu w Margate.

## Ordery i odznaczenia
- Krzyż Walecznych[27]
- Medal Lotniczy (trzykrotnie)[27]
- Srebrny Krzyż Zasługi (16 marca 1939)[28]
- Odznaka Pilota
- Krzyż Oficerski Orderu Imperium Brytyjskiego (Wielka Brytania)[25]